# Глушково (Мордовия)
Глушко́во (мокш. Клышка) — село в Кадошкинском районе Республики Мордовии России. Входит в состав Паёвского сельского поселения.
Расположено в 23 километрах от районного центра и 5 километрах от разъезда 558 км.

## История
Название-антропоним: служилые люди на Инсарской засечной черте Глушковы имели здесь земельные наделы. В «Списке населённых мест Пензенской губернии» (1869) Глушково — деревня казённая из 58 дворов (423 чел.) Инсарского уезда. По сведениям 1913 г., в селе насчитывалось 130 дворов (964 чел.); здесь находилось имение Столыпина; действовали земская школа, 3 ветряные мельницы, 3 маслобойки, 3 просодранки, шерсточесалка, 2 кузницы. В 1938 году в Глушкове было 1046 чел. В 1931 году был образован колхоз «Ленинонь киге» («Ленинский путь»; председатель — Чупейкин). В 1996 году на базе бывшего колхоза был создан СХПК «Глушковский». В современной инфраструктуре села — основная школа, медпункт, зональный ветучасток. В Глушкове родились партийный работник А. В. Климкина, кандидат филологических наук переводчица МГБ СССР в г. Берлине, Потсдаме, КГБ МАССР Р. В. Климкина, лауреат Государственной премии Республики Мордовии языковед Р. В. Бабушкина.
До упразднения в 2019 году Глушковского сельского поселения являлось его административным центром, после — вошло в состав Паёвского сельского поселения.

## Население
| 2002 | 2010 | 2016 |
| ---- | ---- | ---- |
| 348  | ↘234 | ↘225 |